# Spacecraft Tracking and Data Acquisition Network

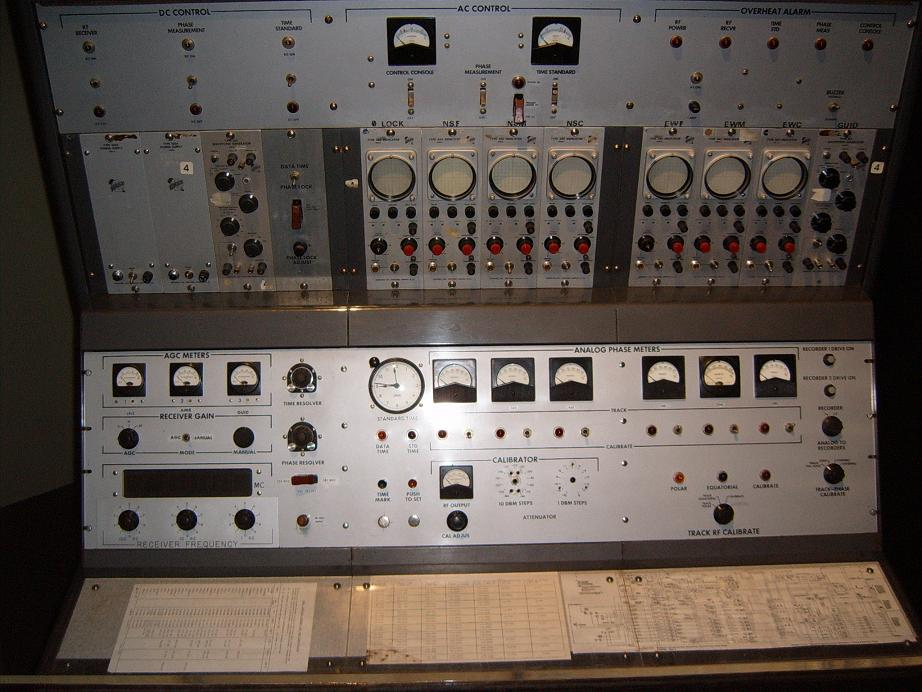
Il pannello di controllo della stazione STADAN di Orroral Valley esposto al National Museum of Australia, a Canberra.

La Spacecraft Tracking and Data (Acquisition) Network (STADAN o STDN) era una rete di comunicazione per il tracciamento di satelliti e l'acquisizione dati da essi provenienti, costruita dalla NASA nei primi anni sessanta. 

## Sviluppo e storia
Il 1º ottobre 1957 gli Stati Uniti d'America inaugurarono la rete per il tracciamento di satelliti Minitrack, con la quale si riuscì a tracciare i primi satelliti del Programma Explorer e del Programma Vanguard, nonché il primo Sputnik, lanciato solo quattro giorni dopo l'avvio della rete. Agli inizi degli anni sessanta, però, la rete Minitrack iniziò a mostrare i suoi limiti quando i satelliti diventarono più numerosi, più grandi e più sofisticati. Inoltre, se i satelliti erano su un'orbita polare o geosincrona, il sistema Minitrack si rivelava poco utile, se non del tutto inefficace, al loro tracciamento. Per soddisfare quindi la necessità di una comunicazione terra-spazio di lunga durata e di alta disponibilità con i satelliti privi di equipaggio in orbita terrestre bassa, la NASA sviluppò la rete STADAN proprio a partire dalla rete Minitrack.
La rete era costituita da antenne paraboliche e centrali telefoniche dislocate in tutto il mondo e, rispetto alla precedente Minitrack, utilizzava, oltre ad un maggior numero di stazioni, anche antenne maggiormente automatizzate e ben più larghe (con piatti che arrivavano fino a 26 m) e sistemi di comunicazione tra le basi a terra più capaci e veloci. Il controllo delle operazioni in diretta nonché la programmazione delle operazioni era gestito dal Network Operations Control Center (NOCC) del Goddard Space Flight Center (GSFC) a Greenbelt, in Maryland.
Il sistema STADAN garantiva un tempo di comunicazione terra-spazio di circa 15 minuti per satelliti con periodo orbitale di 90 minuti. Dato che un tempo di contatto così limitato non era sufficiente per veicoli con equipaggio a bordo, nel maggio 1971, con in vista la conclusione del Programma Apollo, la rete STADAN fu unita alla rete MSFN (acronimo di Manned Space Flight Network) per formare la rete chiamata Spaceflight Tracking and Data Network (STDN).

## Stazioni
Di seguito un elenco dei siti delle stazioni di tracciamento che la rete STADAN ha avuto nel corso della sua storia. Non tutte ebbero lunga durata, la stazione pakistana, ad esempio, fu attiva solo per 18 mesi. Della maggior parte è anche indicata tra parentesi la sigla di riconoscimento.
- Greenbelt, Maryland, USA (ETC) - Network Operations Control Center
- Orroral Valley, Canberra, Australia (ORR)
- Carnarvon, Australia Occidentale, Australia (CRO)
- Cooby Creek, Toowoomba, Queensland, Australia
- Johannesburg, Sudafrica (BUR)
- Antananarivo, Madagascar (TAN)
- East Grand Forks, Minnesota, USA
- Shoe Cove, Terranova e Labrador, Canada (NFL)
- Fort Myers, Florida, USA
- Quito, Ecuador (QUI)
- Lima, Perù
- Santiago del Cile, Cile (AGO)
- Antofagasta, Cile
- Fairbanks, Alaska, USA (ULA)
- Winkfield, Berkshire, Inghilterra (WNK)
- Rosman, Carolina del Nord, USA (ROS)
- Goldstone, California, USA (GDS)
- Barstow, California, USA
- Brown Field, vicino Chula Vista, California, USA
- Pakistan settentrionale
- Creta, Grecia
- Isola di Ascensione, Oceano Atlantico meridionale
- Isola di Cooper, Bermuda (BDA)

## Sviluppi successivi
La stragrande maggioranza delle stazioni della rete STADAN fu gradualmente smantellata a partire dai primi anni ottanta poiché la maggior parte del lavoro relativo al tracciamento dei satelliti in orbita terrestre bassa fu spostata al sistema TDRSS, acronimo di Tracking and Data Relay Satellite System. Tale scelta fu fatta perché, oltre ad una maggior modernità delle infrastrutture che garantisce una maggior velocità nello scambio di dati, il cui volume è diventato sempre maggiore nel tempo, il sistema TDRSS garantisce anche una maggior disponibilità poiché utilizza anche i satelliti per comunicazioni della serie Tracking and Data Relay Satellite System, evitando, tra l'altro, di utilizzare stazioni di comunicazione site in luoghi esterni agli Stati Uniti d'America.